# Lorentzove transformacije
Lorentzove transformacije (po H. A. Lorentzu) su algebarske linearne relacije koje povezuju koordinate (x, y, z, t) nekoga fizičkog događaja u mirnome sustavu S (x, y, z, t) s pripadajućim koordinatama (x', y', z', t' ) u sustavu S' (x', y', z', t' ) koji se prema sustavu S giba uzduž osi x stalnom brzinom v. One se danas izvode, dokazuju i tumače iz dva postulata Einsteinove posebne teorije relativnosti (1905.): 
1. postulata o konstantnosti brzine svjetlosti c u svim inercijskim sustavima bez obzira na brzinu sustava, izvora ili detektora svjetlosti, te
2. postulata kovarijantnosti da prirodni zakoni moraju imati isti oblik u svim inercijskim sustavima.

Polazeći od toga da svjetlosni signali (fotoni) putuju brzinom c u oba sustava i da se pravocrtna gibanja iz jednoga, kao takva, vide i u drugom sustavu i obratno (x = c∙t i x' = c∙t' ), kao i od načela relativnosti (zamjene uloge sustava S i S' i koordinata u njima), dobivaju se uz odgovarajući algebarski formalizam Lorentzove transformacije u obliku:
{\displaystyle t'=\gamma \cdot (t-{\frac {v}{c^{2}}}\cdot x)}
{\displaystyle x'=\gamma \cdot (x-v\cdot t)}
{\displaystyle y'=y}
{\displaystyle z'=z}
gdje se γ uobičajeno naziva Lorentzovim faktorom i vrijedi: 
{\displaystyle \gamma ={\frac {1}{\sqrt {1-{\frac {v^{2}}{c^{2}}}}}}={\frac {1}{\sqrt {1-\beta ^{2}}}}}
Obratne (inverzne) transformacije dobivaju se zamjenom v s –v u već napisanim odnosima, na primjer: 
{\displaystyle t=\gamma \cdot (t'+{\frac {v}{c^{2}}}\cdot x')}
{\displaystyle x=\gamma \cdot (x'+v\cdot t')}
{\displaystyle y=y'}
{\displaystyle z=z'}
Jedna je od temeljnih simetrija u fizici invarijantnost fizičkih zakona na Lorentzove transformacije (relativistička invarijantnost): jednadžbe fizike u svakom teoretskom pokušaju trebaju imati isti oblik u svim inercijskim sustavima. U modernoj fizici elementarnih čestica, invarijantnost se općenito postiže zapisom veličina i jednadžbi u 4-vektorskoj formulaciji, po uzoru na 4 koordinate prostor–vremena u posebnoj teoriji relativnosti.

## Prostorna i vremenska dilatacija
Ukidanjem apsolutne istovremenosti (Michelson-Morleyev pokus) relativizirane su nužno i duljine fizikalnih tijela. U klasičnoj mehanici ima duljina tijela, kao i udaljenost dviju točaka, istu vrijednost za sve motritelje. Da bismo izmjerili duljinu nekog štapa koji se prema nama kreće, moramo u isto vrijeme učvrstiti oba kraja štapa. Mjerenje duljina koja se kreću nerazrješivo je povezano s određivanjem istovremenosti dviju točaka u sustavu koji se kreće. Promatrajmo li brzi vlak s putnicima i izmjerimo udaljenost prednjeg i zadnjeg putnika! Oni se nalaze točno na početku i kraju vlaka, u točkama A i B. Prije polaska vlaka putnici vlaka i ja usporedili smo svoje metre i točno izmjerili duljinu između A i B. Duljina vlaka je d. Sada se vlak pokrene od mene s jednolikom (konstantnom) brzinom v. Kako mogu sada izmjeriti duljinu vlaka? Vrlo jednostavno. Ja mogu primiti optičke signale koji su za mene istovremeno odaslani iz točke A i točke B. Signal iz bliže točke B dolazi do mene prije, signal iz prednje točke vlaka A dolazi kasnije. Mjereni vremenski razmak između dolaska ta dva signala označimo s t '. Tada je c∙t ' duljina vlaka (jer je u vremenu t ' signal s prednjeg dijela vlaka prošao upravo put jednak c∙t '). Dakle, mjerenjem vremenske razlike između dva optička signala koja su istovremeno ostavila prednji i stražnji kraj vlaka mogu točno mjeriti duljinu vlaka. No rezultat mjerenja će me vrlo začuditi. Veličina d ' = c∙t ' manja je od duljine vlaka d mjerene prije polaska vlaka. Mjereći optički signalima, čini mi se vlak u gibanju skraćen. Kako da shvatimo ovaj neobični ishod mjerenja? Svoj rezultat mogu pomoću radija saopćiti putnicima u vlaku. Od njih dobivam odmah objašnjenje: "Ti si pogrešno mjerio; naše se duljine nisu nimalo promijenile. Pogreška u tvom mjerenju nastala je tako što ti nisi primio signale koji su istovremeno ostavili prednji i stražnji kraj našeg vlaka. Signal s prednjeg kraja vlaka otišao je prije nego onaj sa stražnjeg kraja. Tako se objašnjava rezultat tvojega mjerenja." Tim se "objašnjenjem" je neću međutim zadovoljiti jer za mene su zaista signali napustili istovremeno oba kraja vlaka. Za mene uistinu imaju putnici u vlaku neispravne satove. Prednji putnik ima kasnije vrijeme od mojega. Može on biti uvjeren da sam od njegova mjesta primio signal prije negoli od stražnjeg, za mene su ta dva događaja istodobna. Budući da ja smatram svoje satove ispravnim, za mene se zaista vlak skraćuje. Ne samo dakle da se mijenjaju vremenski razmaci u brzom vlaku, već i duljine. Vlak u kretanju čini mi se skraćen. Ako i izjednačim s putnicima u vlaku prije polaska točno svoje satove i svoje metre, njihovi metri pojavljuju mi se skraćeni, njihovi satovi usporeni kad se vlak stavi u gibanje.
Prilično jednostavno može se matematički pokazati, za koliko puta se nama na zemlji čine duljine u brzom vlaku skraćene, odnosno njihovi satovi usporeni. Neka su putnici u vlaku prije polaska vlaka namjestili na prednji i stražnji kraj vlaka dva paralelna zrcala. Između tih paralelnih zrcala reflektira se svjetlosni signal (bijela mrlja) amo-tamo. Budući da je udaljenost između prednjeg i stražnjeg kraja jednaka D, treba svjetlost vrijeme t = 2∙D/c da se poslije refleksije vrati na isto zrcalo. Vrijeme: 
{\displaystyle t=2\cdot {\frac {D}{c}}\ }
je stroga mjera vremena. Ja na Zemlji mogu pomoću dva paralelna zrcala konstruirati također isti sat. Ta svjetlosna mrlja koja se jednoliko neprekidno reflektira od jednog zrcala k drugome, najtočniji je sat, koji se može pomisliti. 
Što na satu odgovara povratku velike kazaljke na isto mjesto, dakle jednom satu, to na našem konstruiranom satu odgovara povratku svjetlosti poslije jedne refleksije na isto zrcalo. U atomskim procesima imamo približno ostvarenje takvog točnog periodičnog sata. Sada neka se vlak s putnicima i tim idealnim satom pokrene s konstantnom brzinom. Promatrajmo trenutke odlaska i povratka svjetlosne mrlje na stražnjem zrcalu u vlaku. Oba ta događaja, odlazak i povratak svjetlosnog signala u krajnoj točki vlaka, za putnika u vlaku i za mene su dva ista događaja. Koincidencija svjetlosne mrlje i plohe zrcala događaj je stvaran i isti za sve motritelje. Na takvim osnovnim pojmovima osniva se teorija relativnosti. Putnici u vlaku mogu po načelu relativnosti s punim pravom tvrditi da oni miruju. Prema tome, za njih je duljina vlaka ostala ista, a također i vrijeme između odlaska i povratka svjetlosne mrlje na stražnje zrcalo: t = 2∙D/c. Naprotiv, meni se duljina vlaka u gibanju čini skraćena za faktor γ. Duljina vlaka u gibanju označimo s D ', a našu vremensku jedinicu s t '. Tada je:
{\displaystyle D'={\frac {D}{\gamma }}}
{\displaystyle t'=\gamma \cdot t}
Nepoznati faktor γ može se lako odrediti. Promatrajmo najprije put svjetlosne mrlje od stražnjeg zrcala k prednjem. Prednje zrcalo odmiče od svjetlosnog signala s brzinom v. Dakle se za mene svjetlosna mrlja kreće s relativnom brzinom c - v prema prednjem zrcalu. S tom relativnom brzinom c - v, koja mi se pričinja, mora svjetlost prijeći duljinu vlaka, koja mi se čini duga D '. Vrijeme između odlaska svjetlosti od stražnjeg zrcala i dolaska do prednjeg zrcala iznosi prema tome D'/c - v. Pri povratku svjetlosti kreće se stražnje zrcalo u susret svjetlosnom signalu s brzinom v. Svjetlost koja ima u prostoru uvijek konstantnu brzinu c, kreće se dakle s relativnom brzinom c + v prema stražnjem zrcalu. Vrijeme od odlaska s prednjeg zrcala do dolaska na stražnje zrcalo iznosi dakle D'/c + v. U svemu treba svjetlost od odlaska do povratka na stražnje zrcalo vrijeme jednako:
{\displaystyle t'={\frac {D'}{c-v}}+{\frac {D}{c+v}}={\frac {2\cdot D'}{c}}\cdot {\frac {1}{1-{\frac {v^{2}}{c^{2}}}}}}
Uvrstivši u tu jednadžbu t ' = γ∙t i D' = D/γ dobivamo:
{\displaystyle \gamma \cdot t={\frac {2\cdot D}{\gamma \cdot c}}\cdot {\frac {1}{1-{\frac {v^{2}}{c^{2}}}}}}
Budući da je 2∙D/c jednako vremenu t, iz gornje jednadžbe dobivamo za nepoznati faktor γ vrijednost (Lorentzov faktor):
{\displaystyle \gamma ={\frac {1}{\sqrt {1-{\frac {v^{2}}{c^{2}}}}}}}
Duljina vlaka u gibanju čini nam se za faktor {\displaystyle {\sqrt {1-{\frac {v^{2}}{c^{2}}}}}} skraćena u smjeru gibanja, dok se jedinica vremena čini za isti faktor povećana:
{\displaystyle D'=D\cdot {\sqrt {1-{\frac {v^{2}}{c^{2}}}}}}
{\displaystyle t'={\frac {t}{\sqrt {1-{\frac {v^{2}}{c^{2}}}}}}}
Ako od dva jednako duga štapa stavimo jedan štap u gibanje u smjeru njegove duljine, tada nam se on čini kraći od štapa koji miruje pokraj nas. Što se brže kreće štap, što je v bliže brzini svjetlosti c, to se štap čini kraćim. Kod brzine od 260 000 000 m/s ima korijen vrijednost 1/2, te nam se štap čini skraćen na polovinu. Međutim ta brzina je golema. Kod svih praktičnih brzina kontrakcija štapa je neprimjetna. 
To je i razlog da se Newtonova mehanika pokazuje ispravna u svakodnevnom životu. Dok je omjer između brzine tijela i brzine svjetlosti malen, dotle ne treba da vodimo računa o tom skraćivanju duljina u smjeru gibanja. Protivno od duljina, vrijeme se gibanjem produljuje. Ima nekih radioaktivnih tvari koje se poslije jedne sekunde gotovo potpuno raspadnu, to jest iščeznu. Kad bismo komad takve radioaktivne tvari stavili u gibanje s brzinom od 260 000 km/s, tada bi se "život" radioaktivne tvari za dvostruko produljio. Vremenski odsjeci sustava u gibanju prikazuju nam se duljim nego u mirovanju. 
Svaki motritelj ima u teoriji relativnosti vlastite metre i satove. Jedan sustav, koji zajedno s našim sustavom miruje, ima jednake metre i satove kao i mi. Kad se kreće, njegovi metri čine nam se skraćeni a njegovi satovi usporeni. Nikakve sile nisu prouzrokovale tu "promjenu". Metrika prostora i vremena u svim sustavima uspostavlja se tako, da brzina svjetlosti ostaje univerzalna konstanta. Promjena metrike u sustavima, koji se prema nama kreću načelno je prouzrokovana time, što svjetlosne signale moramo postaviti kao osnovu mjerenja. Klasična mehanika, bar u načelu, pretpostavlja mogućnost da beskonačno velikim brzinama utvrđujemo istodobnost svih događaja u svijetu. Mjereći beskonačno velikim brzinama, sve relativne brzine i udaljenosti postaju bez važnosti, a to omogućuje određenje apsolutne istodobnosti. Činjenica da ma kako brzim kretanjem u susret širenju svjetlosti, ne možemo opažati povećanje brzine svjetlosti sili nas da klasične predodžbe o prostoru i vremenu osniva se na činjenici da je brzina svjetlosti univerzalna konstanta, neprekoračiva za sve motritelje. Pri određenju prostornih i vremenskih pojmova u teoriji relativnosti na samom početku računa se s neminovnosti da svjetlosnim signalima ustanovljujemo metričke odnose između različitih sustava. Mjerenja pomoću svjetlosnih signala ne samo da su praktički najbolja već su to i jedina mjerenja, koja ne vode do suprotnosti. Praktički bi putnici u brzom vlaku mogli zvučnim signalom kontrolirati istodobnost svojih satova. Ali tada zaista ta njihova vremena ne bi bila istodobna. Zvuk nema svojstvo da je njegova brzina neovisna o motritelju. Izjava o konstantnosti brzine svjetlosti nije samovoljna pretpostavka teorije relativnosti. U tome je osnovna razlika između određenja istodobnosti pomoću zvuka i svjetlosti. Konstantnost brzine svjetlosti jedno je od osnovnih svojstava prirode, i prema tome svojstvu ravnaju se metrički sustavi u različitim inercijalnim sustavima. 
Svjetlost pripada svojstvo koje u klasičnoj mehanici ima beskonačno velika brzina. Uzimajući dakle brzinu svjetlosti beskonačno velikom, dobivamo zakone klasične kinematike. Tada iščezava omjer v/c i korijen {\displaystyle {\sqrt {1-{\frac {v^{2}}{c^{2}}}}}} postaje jednak 1, pa od prostorne i vremenske dilatacije ne ostaje ništa. Temeljni rezultat relativističke mehanike mora prema tome glasiti: stavi li se brzina svjetlosti beskonačno velikom, dobivaju se Newtonovi zakoni gibanja. To je ujedno i razlog da se u području malih brzina klasična mehanika pokazuje ispravnom.